# Gordon Clayton (Fußballspieler, 1936)
Gordon Clayton (* 3. November 1936 in Wednesbury; † 29. September 1991 in Stretford) war ein englischer Fußballtorhüter. In seiner kurzen Profikarriere war er bei Manchester United zumeist nur Ersatzmann und kam dort lediglich in der Meistersaison 1956/57 zu zwei Ligaeinsätzen.

## Sportlicher Werdegang
Clayton wurde als junger Torhüter bereits in englischen Schüler- und Jugendauswahlen eingesetzt und auch bei seinem Heimatklub Manchester United zählte er zu der Nachwuchsmannschaft, die 1953 den FA Youth Cup gewann. Im weiteren Verlauf seiner Karriere blieb ihm jedoch der Weg in die Proifelf verwehrt und stattdessen prägten Konkurrenten wie Reg Allen, Jack Crompton, Ray Wood und Harry Gregg in den 1950ern die Torhüterposition bei „United“. Er absolvierte lediglich zwei Partien in der Meistersaison 1956/57 als Vertretung von Wood am 16. März 1957 gegen die Wolverhampton Wanderers (1:1) und am 29. April 1957 gegen West Bromwich Albion (1:1). Gut zweieinhalb Jahre später wechselte Clayton im November 1959 zum Drittligisten Tranmere Rovers in die Nähe von Liverpool.
Auch bei seinem neuen Klub war Clayton jedoch nur Ersatz hinter dem „Dauerbrenner“ George Payne und nach seinem Debüt am 30. Januar 1960 beim torreichen 4:5 gegen den FC Reading kam er zu drei Ligaeinsätzen in der Spielzeit 1960/61, die mit dem Abstieg in die vierte Liga endete. Danach verließ er den Klub und stand fortan beim Amateurklub Sankeys of Wellington zwischen den Pfosten. Zum Ende der Saison 1962/63 bestritt Clayton drei Partien für den FC Altrincham in der Cheshire County League.
Clayton verstarb Ende September 1991 im Alter von 64 Jahren.

## Titel/Auszeichnungen
- FA Youth Cup (1): 1953